# Taytay, Palawan
Taytay (Bayan ng Taytay) är en kommun i Filippinerna. Kommunen tillhör provinsen Palawan och ligger på ön med samma namn. Folkmängden uppgår till 53 657 invånare.

## Barangayer
Taytay är indelat i 31 barangayer.
| - Abongan - Banbanan - Bantulan - Batas - Bato - Beton - Busy Bees - Calawag - Casian - Cataban - Debangan | - Depla - Liminangcong - Meytegued - New Guinlo - Old Guinlo - Pamantolon - Pancol - Paly (Paly Island) - Poblacion - Pularaquen (Canique) | - San Jose - Sandoval - Silanga - Alacalian - Baras (Pangpang) - Libertad - Minapla - Talog - Tumbod - Paglaum |